# Wyspy Dziewicze Stanów Zjednoczonych na Zimowych Igrzyskach Olimpijskich 2014
Wyspy Dziewicze USA na Zimowych Igrzyskach Olimpijskich 2014 – kadra sportowców reprezentujących Wyspy Dziewicze Stanów Zjednoczonych na igrzyskach w 2014 roku w Soczi. Kadra liczyła 1 sportowca. Był to siódmy występ tego kraju na zimowych igrzyskach olimpijskich.

## Skład reprezentacji

### Narciarstwo alpejskie

#### Kobiety
- Jasmine Campbell

| Konkurencja   | Zawodniczka      | Zjazd 1. | Zjazd 1. | Zjazd 2. | Zjazd 2. | Suma    | Miejsce |
| Konkurencja   | Zawodniczka      | Czas     | Miejsce  | Czas     | Miejsce  | Suma    | Miejsce |
| ------------- | ---------------- | -------- | -------- | -------- | -------- | ------- | ------- |
| Slalom gigant | Jasmine Campbell | 1:32,05  | 62.      | 1:33,00  | 57.      | 3:05,05 | 56.     |
| Slalom        | Jasmine Campbell | 1:06,09  | 50.      | 1:04,28  | 43.      | 2:10,37 | 43.     |